# Parque nacional Saguaro
El parque nacional Saguaro (en inglés: Saguaro National Park) es un parque nacional de los Estados Unidos localizado al suroeste de Arizona. Comprende un área de 321 km² de montaña y desierto al este de Tucson, alberga bosques de saguaros, de ahí su denominación. Es administrado por el Servicio de Parques Nacionales (NPS).
Las rocas volcánicas de la superficie del Distrito de las Montañas de Tucson difieren en gran medida de las rocas de la superficie del Distrito de las Montañas de Rincón; durante los últimos 30 millones de años, el estiramiento de la corteza desplazó las rocas de debajo de las Montañas de Tucson del Distrito de las Montañas de Tucson para formar las Montañas de Rincón del Distrito de las Montañas de Rincón. Levantadas, abovedadas y erosionadas, las Montañas Rincón son significativamente más altas y húmedas que las Montañas Tucson. Los Rincones, como una de las Islas del Cielo Madreano entre el sur de las Montañas Rocosas y la Sierra Madre Oriental en México, mantienen una alta biodiversidad y son el hogar de muchas plantas y animales que no viven en el Distrito de las Montañas de Tucson.
El 1 de marzo de 1933 la zona fue primero protegida como monumento nacional por proclamación del presidente Herbert Hoover (monumento Nacional Saguaro, con 216,54 km²). Una nueva proclamación presidencial de John Kennedy, el 15 de noviembre de 1961, amplió el monumento nacional, añadiendo 62,16 km² más. La zona fue rediseñada como parque nacional el 14 de octubre de 1994.
Entre las actividades más populares del parque se encuentran el senderismo en sus 266 km de senderos y la visita a las carreteras pavimentadas cerca de sus dos centros de visitantes. En ambos distritos se permite montar en bicicleta y a caballo en determinados caminos y senderos. El distrito de la montaña Rincón ofrece una acampada limitada en zonas silvestres, pero no hay acampada nocturna en el distrito de la montaña Tucson.

## Nombre del parque

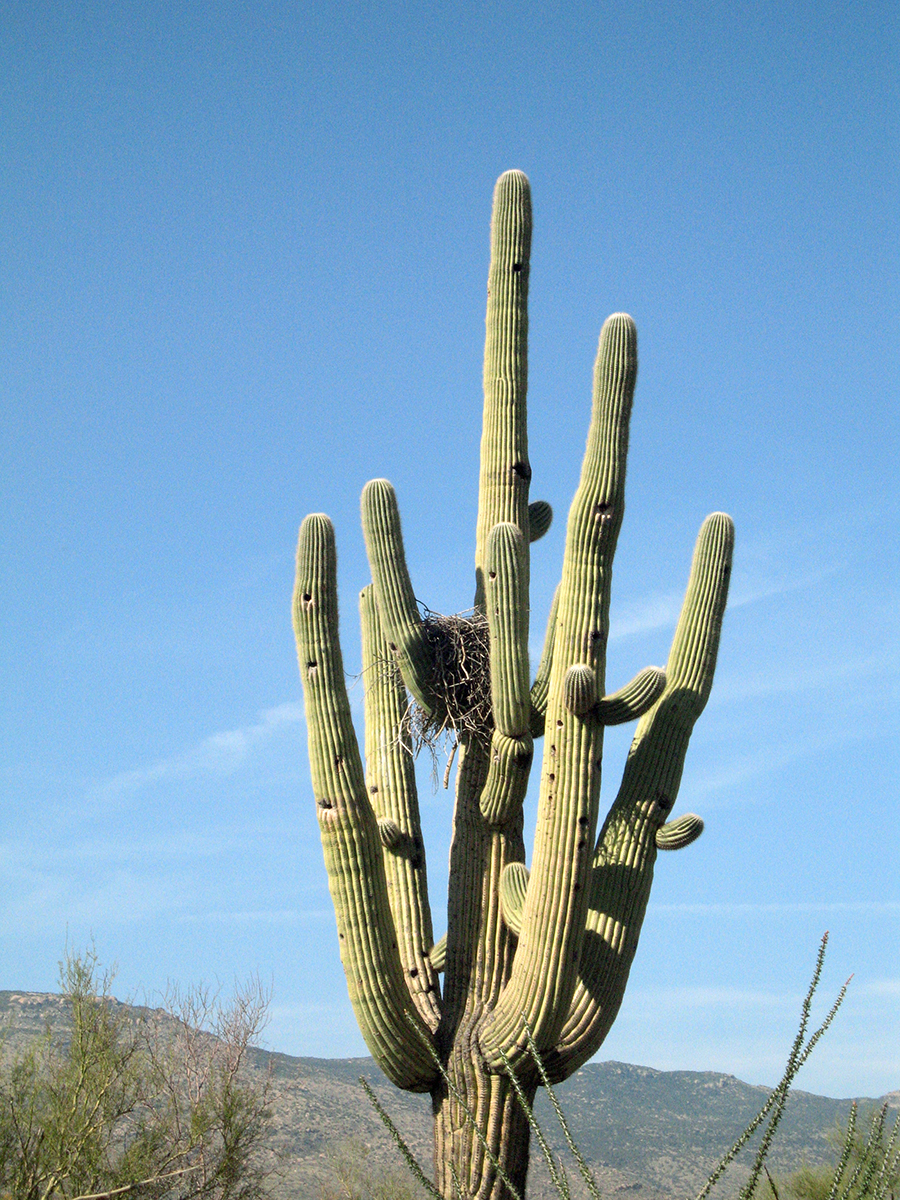
Carnegiea gigantea en el parque nacional.

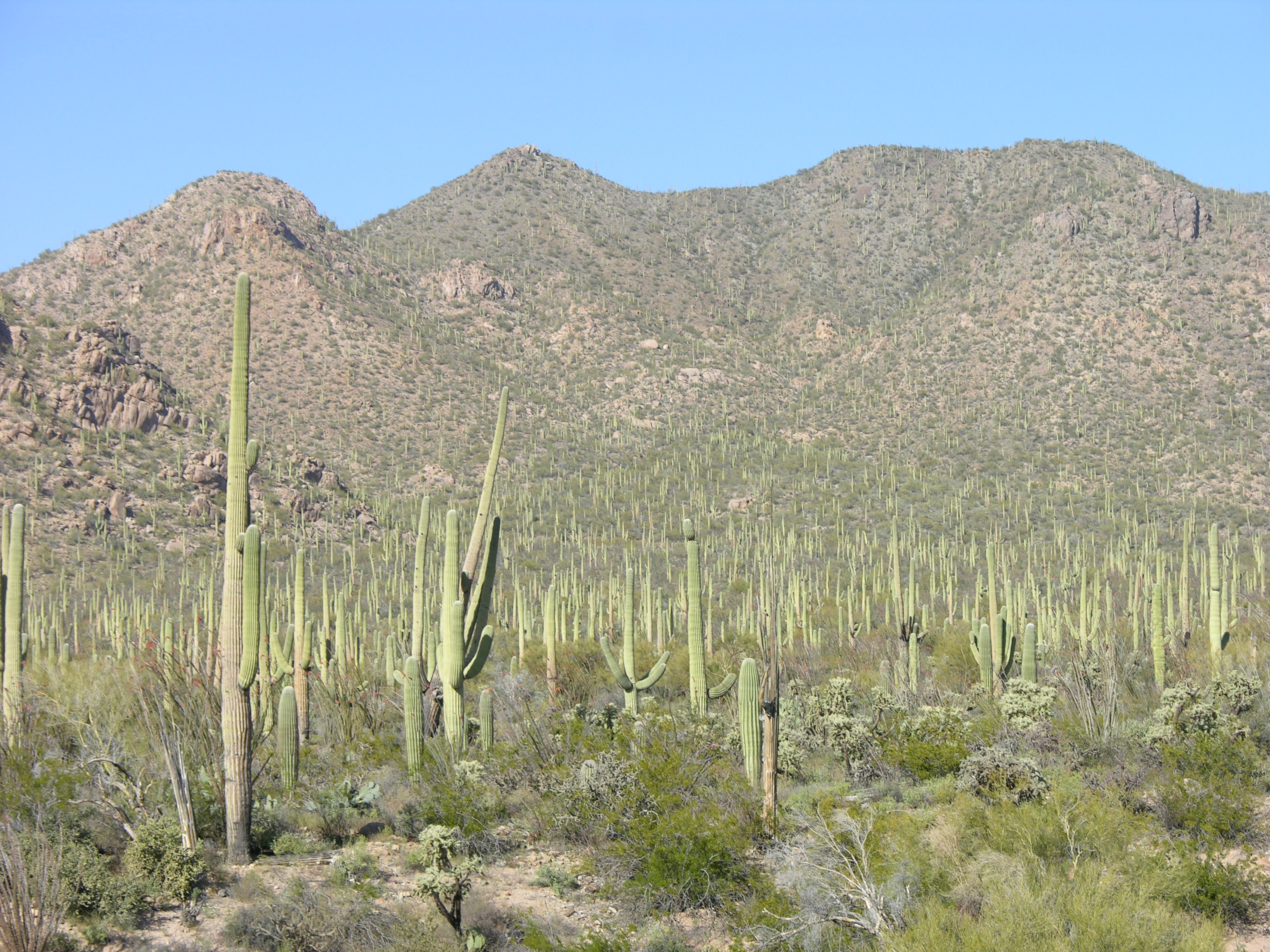
Vegetación típica de Saguaro.

El parque recibe su nombre del saguaro (Carnegiea gigantea) un enorme cactus originario del desierto de Sonora que sólo crece de forma natural en esta zona. Rincón -como en Rincon Mountains, Rincon Creek y Rincon Valley- Rincón -como en Rincon Mountains, Rincon Creek y Rincon Valley- es el nombre español de la zona, y hace referencia a la forma de la cordillera y a su silueta El nombre Tucson deriva de las palabras papago-pimanas cuk ṣon [ˡtʃukʂɔn], que significa manantial oscuro o manantial marrón. Tank o Tanque se refiere a una pequeña piscina artificial detrás de una presa que atrapa la escorrentía en una depresión natural existente. Madrean deriva de Madre en Sierra Madre (Mother Mountains).

## Geografía
El parque consta de dos parcelas separadas, el Distrito de la Montaña de Tucson (TMD) al oeste de Tucson, Arizona, y el Distrito de la Montaña de Rincón (RMD) al este. Cada parcela se encuentra a unos 16 km del centro de la ciudad. Su superficie total combinada en 2016 era de 37.116 ha El distrito de la montaña de Tucson cubre unos 10.000 ha, mientras que el distrito de la montaña de Rincón, mucho más grande, representa el resto de 27.000 ha. Alrededor de 29.000 ha del parque, incluyendo grandes fracciones de ambos distritos, están designados como espacios naturales.
La Interestatal 10, la principal carretera más cercana al parque, pasa por Tucson.  El Parque de la Montaña de Tucson limita con el lado sur del Distrito de la Montaña de Tucson, y al oeste se encuentra el Valle de Avra. El área silvestre de la Montaña Rincón, un área protegida separada de unas 15.000 ha en el Bosque Nacional Coronado, colinda con el Distrito de la Montaña Rincón en el este y el sureste, mientras que el Valle Rincón se encuentra inmediatamente al sur de la parte occidental del Distrito de la Montaña Rincón.